# Takamitsu Ōta
Takamitsu Ōta (jap. 太田 貴光 Ōta Takamitsu; ur. 19 lipca 1970) – japoński piłkarz występujący na pozycji pomocnika.

## Kariera klubowa
Od 1989 do 2001 roku występował w klubach Fujitsu, Toyota Motors, Shimizu S-Pulse, Consadole Sapporo i Jatco TT.